# Abapeba cleonei
Abapeba cleonei is een spinnensoort uit de familie van de loopspinnen (Corinnidae).
De wetenschappelijke naam van de soort werd in 1926 als Corinna cleonei gepubliceerd door Alexander Petrunkevitch.